# Kohautia nagporensis
Kohautia nagporensis là một loài thực vật có hoa trong họ Thiến thảo. Loài này được (Brace ex Haines) Santapau & Merchant mô tả khoa học đầu tiên năm 1962.